# Diplotoxa tertia
Diplotoxa tertia är en tvåvingeart som beskrevs av Spencer 1986. Diplotoxa tertia ingår i släktet Diplotoxa och familjen fritflugor. Inga underarter finns listade i Catalogue of Life.